# Itia Nivehe Xahaxiqui
Itia Nivehe Xahaxiqui är en ort i Mexiko.   Den ligger i kommunen Metlatónoc och delstaten Guerrero, i den sydöstra delen av landet, 270 km söder om huvudstaden Mexico City. Itia Nivehe Xahaxiqui ligger 1 132 meter över havet och antalet invånare är 128.
Terrängen runt Itia Nivehe Xahaxiqui är kuperad söderut, men norrut är den bergig. Itia Nivehe Xahaxiqui ligger nere i en dal. Runt Itia Nivehe Xahaxiqui är det ganska glesbefolkat, med 43 invånare per kvadratkilometer. Närmaste större samhälle är San Vicente Zoyatlán, 19,4 km norr om Itia Nivehe Xahaxiqui. I omgivningarna runt Itia Nivehe Xahaxiqui växer huvudsakligen savannskog.